# Catherine Alexandrovna Iourievskaïa
Ekaterina Alexandrovna Iourievskaïa est une princesse russe, née le 9 septembre 1878 et morte le 22 décembre 1959.

## Biographie
Elle est la fille d'Alexandre II de Russie et de la princesse Ekaterina Mikhaïlovna Dolgoroukova (Catherine Dolgorouki en français, la fameuse « Katia »).
À sa naissance, ses parents n'étant pas encore mariés, elle est une enfant adultérine, puis le mariage morganatique du tsar, veuf depuis peu, et de sa mère en 1880, la légitime ; mais n'étant pas dynaste, elle est titrée princesse Iourievskaïa et non grande-duchesse de Russie.
L'empereur est assassiné l'année suivante.
En 1901, elle épouse le prince Alexandre Bariatinski (1870-1910). Veuve, elle épouse en 1916 le prince Serge Obolensky (1890-1978), dont elle divorce en 1924.
Elle vécut 6, place des États-Unis (16e arrondissement de Paris).